# Лі Шуан (хокеїстка на траві)
Лі Шуан (14 липня 1978) — китайська хокеїстка на траві.
Срібна призерка Олімпійських Ігор 2008 року, учасниця 2004 року.
Переможниця Азійських ігор 2002, 2006, 2010 років, бронзова призерка 1998 року.
Срібна призерка Трофею чемпіонів 2003 року.
Чемпіонка Азії 2009 року.